# Сент-Аман-де-Нуэр
Сент-Ама́н-де-Нуэ́р (фр. Saint-Amant-de-Nouère) — коммуна во Франции, находится в регионе Пуату — Шаранта. Департамент — Шаранта. Входит в состав кантона Йерсак. Округ коммуны — Ангулем.
Код INSEE коммуны — 16298.

## География
Коммуна расположена приблизительно в 390 км к юго-западу от Парижа, в 100 км южнее Пуатье, в 17 км к северо-западу от Ангулема.
Через коммуну протекает река Нуэр, впадающая в Шаранту.

## Население
Население коммуны на 2008 год составляло 395 человек.
| 1962 | 1968 | 1975 | 1982 | 1990 | 1999 | 2008 |
| ---- | ---- | ---- | ---- | ---- | ---- | ---- |
| 359  | 352  | 331  | 350  | 372  | 382  | 395  |

## Администрация
| Период | Период | Фамилия            | Партия | Примечания |
| ------ | ------ | ------------------ | ------ | ---------- |
| 2001   | 2008   | Мишель Лабрус      |        |            |
| 2008   |        | Мари-Маделен Потюо |        | тренер     |

## Экономика
В 2007 году среди 234 человек в трудоспособном возрасте (15—64 лет) 174 были экономически активными, 60 — неактивными (показатель активности — 74,4 %, в 1999 году было 71,1 %). Из 174 активных работали 152 человека (91 мужчина и 61 женщина), безработных было 22 (8 мужчин и 14 женщин). Среди 60 неактивных 14 человек были учениками или студентами, 23 — пенсионерами, 23 были неактивными по другим причинам.

## Достопримечательности
- Приходская церковь Сент-Аман и часовня рядом со старой мэрией
- Замок Фонгион[фр.] (1570 год), реконструирован в XVII веке. Исторический памятник с 1989 года[3]

## Фотогалерея
- Церковь Сент-Аман
- Часовня
- Замок Фонгион